# Alexandre Maria da Silveira e Lorena
Alexandre Maria Francisco de Paula Xavier de Sales Filomeno Inácio Pedro de Assis Baltazar da Silveira e Lorena (Lisboa, São Mamede, 17 de Setembro de 1847 — Luanda, 30 de Agosto de 1903), também conhecido pelo nome abreviado de D. Alexandre Maria da Silveira e Lorena, 14.º Conde do Prado de juro e herdade e 11.º Marquês das Minas de juro e herdade, na sucessão dos seus dois irmãos mais velhos, foi um político português.

## Biografia
Era filho segundo de D. Brás Maria da Silveira e Lorena, 9.º Marquês das Minas de juro e herdade e representante do título de Conde do Prado de juro e herdade, e de sua mulher D. Eugénia Maria de Sousa Holstein.
Teve o curso de Engenharia Civil e exerceu diversos cargos superiores, no continente e em África, tendo sido Director do Caminho-de-Ferro de Luanda a Ambaca.
Casou em Paris a 17 de Setembro de 1876 com Sofia Isabel Zahrtmann de Roboredo (Berlim, 10 de Setembro de 1859 - ?) filha do 1.º Barão de Roboredo, depois 1.º Visconde de Roboredo, e Fidalgo de Cota de Armas de Mercê Nova, Joaquim de Roboredo, e de sua mulher Isabel Zahrtmann, de origem Alemã, da qual foi primeiro marido e da qual teve uma única filha, D. Isabel da Silveira e Lorena (2 de Fevereiro de 1878 - 13 de Outubro de 1932), Representante do título de Marquesa das Minas de juro e herdade e 15.ª Condessa do Prado de juro e herdade, casada a 16 de Julho de 1904 com Ronald Henry Silley, Britânico, filho de Henry Silley, Cônsul-Geral da Grã-Bretanha e Irlanda em Constantinopla, e de sua mulher Hannah Bond. Tiveram pelo menos duas filhas Rhoira Louisa e Alda Maria, nascidas em 1907, esta última casou-se com Edward Hilton David Bullock, inglês, em 1927 onde ambos moravam no Rio de Janeiro, Brasil.
Sucedeu no título a seus dois irmãos mais velhos falecidos sem herdeiros, sendo-lhe os títulos renovados por Decreto de D. Luís I de Portugal de 2 de Novembro de 1876.
Foi Presidente da Câmara Municipal de Cascais de 11 de Agosto de 1878 a 28 de Dezembro de 1883. Em Cascais, localiza-se a Quinta ou Palácio de Manique ou Casa da Quinta do Marquês das Minas. Foi Oficial-Mor da Casa Real.
Foi Par do Reino, por sucessão a seu pai, tendo tomado posse a 21 de Julho de 1890, e, como tal, frequentava a Câmara. Fez parte das Comissões Parlamentares de Obras Públicas, para a qual foi eleito a 29 de Janeiro de 1896 e nomeado a 31 de Janeiro de 1902, e do Ultramar, para a qual foi nomeado a 13 de Fevereiro de 1901 e a 31 de Janeiro de 1902. Desempenhou os cargos de Secretário da Comissão Parlamentar das Obras Públicas em 1896 e da Comissão Parlamentar do Ultramar em 1901. Os seus discursos foram breves e pouco relevantes, tendo sido feitos nas datas de 31 de Janeiro e 4 de Maio de 1896, 18 de Março e 13 de Abril de 1901. Na primeira data, a 31 de Janeiro de 1896, limitou-se a comunicar que estava construída a Comissão Parlamentar das Obras Públicas, sendo ele o seu Secretário. A 4 de Maio de 1896, aquando da discussão do Parecer N.º 75, que tinha em vista libertar a nossa marinha mercante de alguns encargos que ainda sobre ela actuam..., de acordo com o discurso do Par do Reino Francisco Costa, o Marquês das Minas pediu para que se consultasse a Câmara dos Pares sobre se queria que a Sessão Parlamentar fosse prolongada até se votar o Projecto de Lei, proposta essa que foi aprovada. Mais importante foi a sua intervenção a 18 de Março de 1901, quando mandou para a mesa um Projecto de Lei onde pedia que fosse declarada ...sobrevivência para a viúva do general visconde de Serpa Pinto da pensão que a este, por remuneração dos serviços relevantes por ele prestados à ciência e ao País, fora concedida pela Lei de 23 de Junho de 1882. Esta Pensão deveria ser isenta de impostos. O Projecto de Lei foi lido e enviado à Comissão Parlamentar da Fazenda. O último discurso, a 13 de Abril de 1901, foi, apenas, para comunicar uma doença do 1.º Conde de Arnoso, Bernardo Pinheiro Correia de Melo.
Costumava passar os Invernos em Lisboa. Em 1902, foi para Angola, e estava em Luanda desde Novembro de 1902, onde veio a falecer. O seu cadáver foi transportado para Lisboa, a bordo do vapor Loanda, chegando a 6 de Outubro de 1903. Foi depositado no jazigo da família no Cemitério dos Prazeres.
Em sua homenagem foi dado o seu nome à Rua Marquês das Minas, em Cascais.
A sua viúva casou segunda vez em Sintra, Santa Maria e São Miguel, a 28 de Novembro de 1903 com João Vicente de Oliveira (3 de Maio de 1864 - 16 de Maio de 1939), 1.º Visconde do Tojal, filho de João Vicente de Oliveira e de sua mulher Maria Leonor de Avelar de Oliveira.